# Apa (pão)

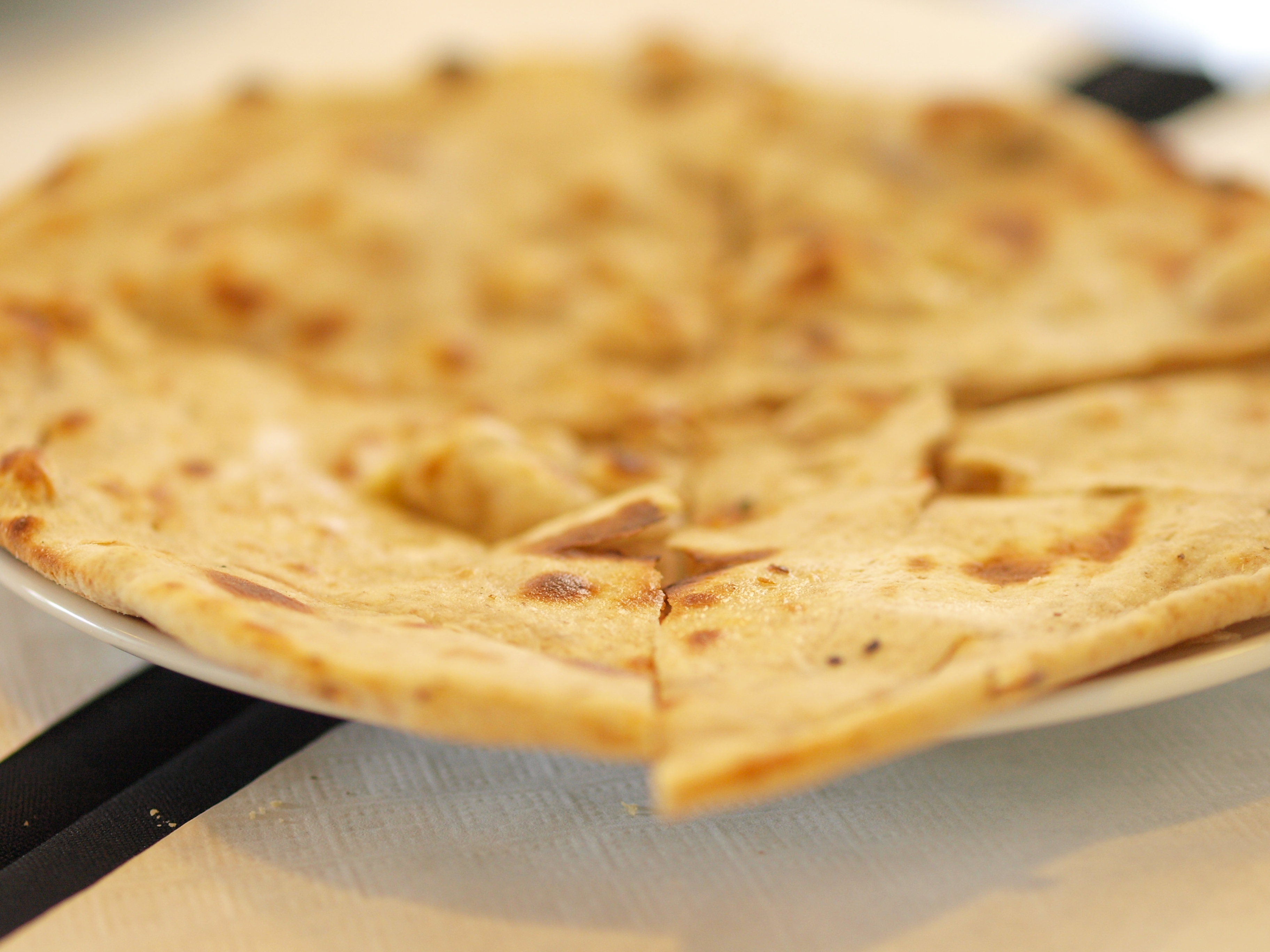
Apa (em Lisboa)

Apa é um pão achatado típico da culinária indo-portuguesa de Goa, Damão e Diu, outrora pertencentes ao Estado Português da Índia.
As apas, um pouco à semalhança do arroz branco, podem servir de acompanhamento de diversos pratos goeses. São também muito utilizadas como complemento do chá da tarde.

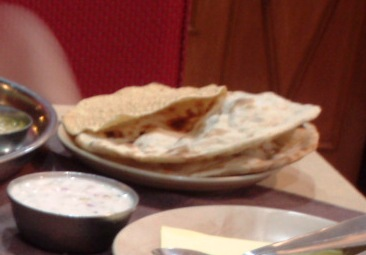
Apas (sob um papari).

Para além da região de Goa, são também populares em Moçambique, onde são consumidas também como acompanhamento de pratos ou acompanhadas por um molho. Constituem um exemplo da influência da cozinha indo-portuguesa no continente africano.
São confeccionadas com farinha de trigo, óleo vegetal, sal, água e manteiga derretida. A farinha, o óleo e o sal começam por ser misturados, até se obter uma mistura que se esfarele. Em seguida, é adicionada a água, aos poucos, até que a massa fique com forma de bola. A partir desta bola, são feitas bolas de tamanho menor. Estas bolas são depois espalmadas com um rolo da massa. Por fim, as apas são fritas, em óleo bem quente, durante cerca de 15 segundos. Devem ser viradas entre duas a três vezes durante a fritura, ficando fofinhas.
Devem ser servidas quentes, pinceladas com manteiga derretida. Podem também ser servidas enroladas como lanche, polvilhadas com açúcar ou geleia.